# Церква трьох хрестів
Церква трьох хрестів (фін. Kolmen Ristin kirkko), також відома за назвою «Церква Вуоксенниска», — одна з найбільш видатних зразків модерністської церковної архітектури Європи. Розташована у передмісті південнокарельського м. Іматра за проектом і під наглядом видатного майстра скандинавської архітектурної школи Алвара Аалто в 1958 році. Виконавцем проекту стала місцева будівельна компанія «Ісола» (фін. Isola). Свою назву церква отримала через три хрести, які були встановлені у вівтарі.

## Архітектура
Внутрішнє приміщення церкви поділяється на три послідовні частини, які можуть бути розділені одна від одної розсувними стінами, що дозволяє організувати простір під потреби прихожан. Всього церква може вмістити до 800 осіб, у вівтарній частині — до 240 осіб. Вівтар піднесений над рівнем підлоги зовсім трохи, але підлога у вівтарній частині виконана з мармуру. Лавки виконані з цінних місцевих порід дерева. Також церква унікальна численними (більше сотні) вікнами, які мають різну форму та розміри. Склінню і розміщенню світлових приладів Аалто надавав величезне значення: у ході детальних спостережень за змінами освітлення протягом дня, архітектурних та дизайнерських експериментів він зміг досягнути унікальної гри світла і тіні. До церкви прибудована 34-метрова дзвіниця у вигляді хвостового оперення стріли, на ній розташовуються три невеликих дзвони.

## Галерея

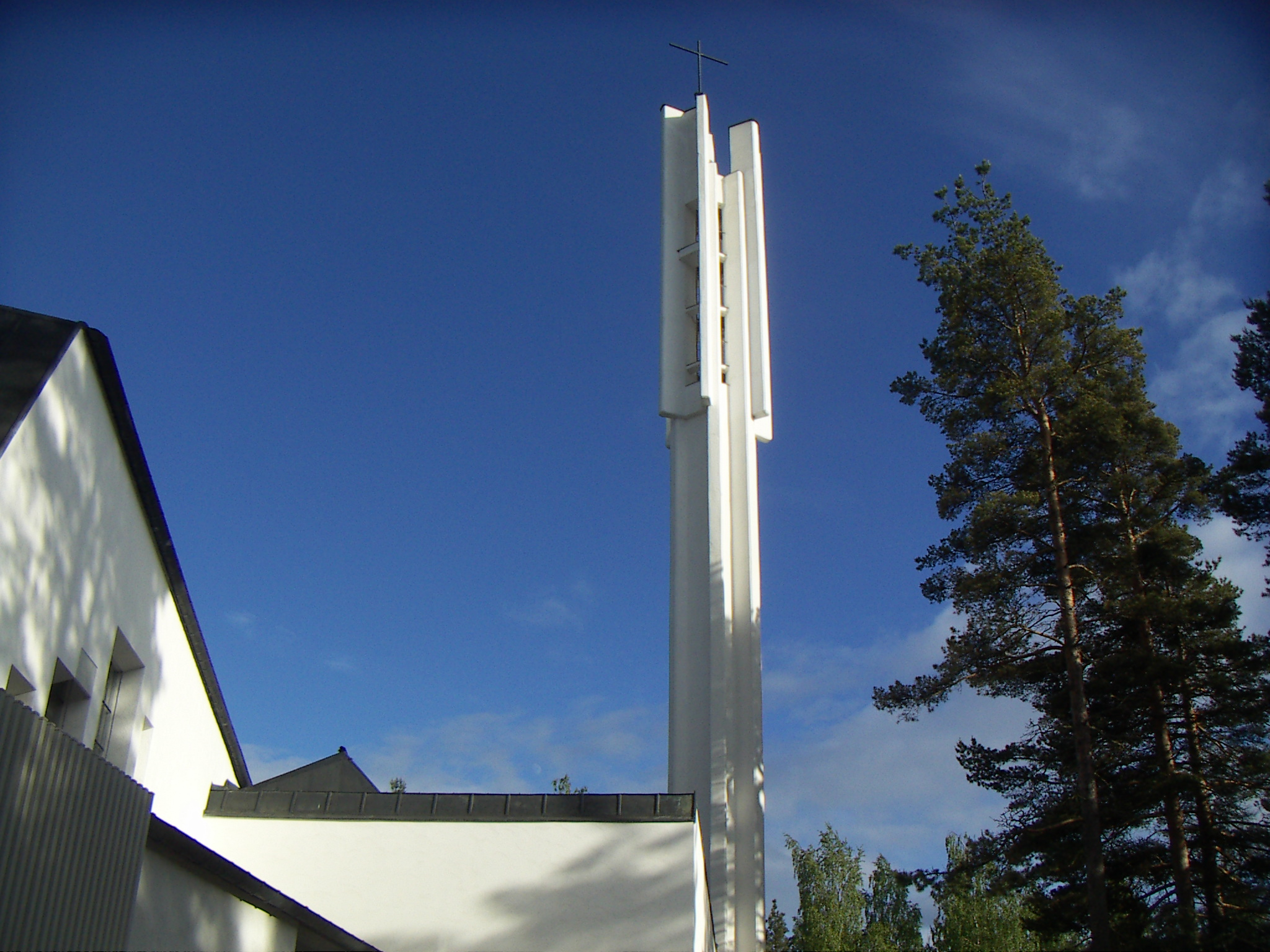
Дзвіниця
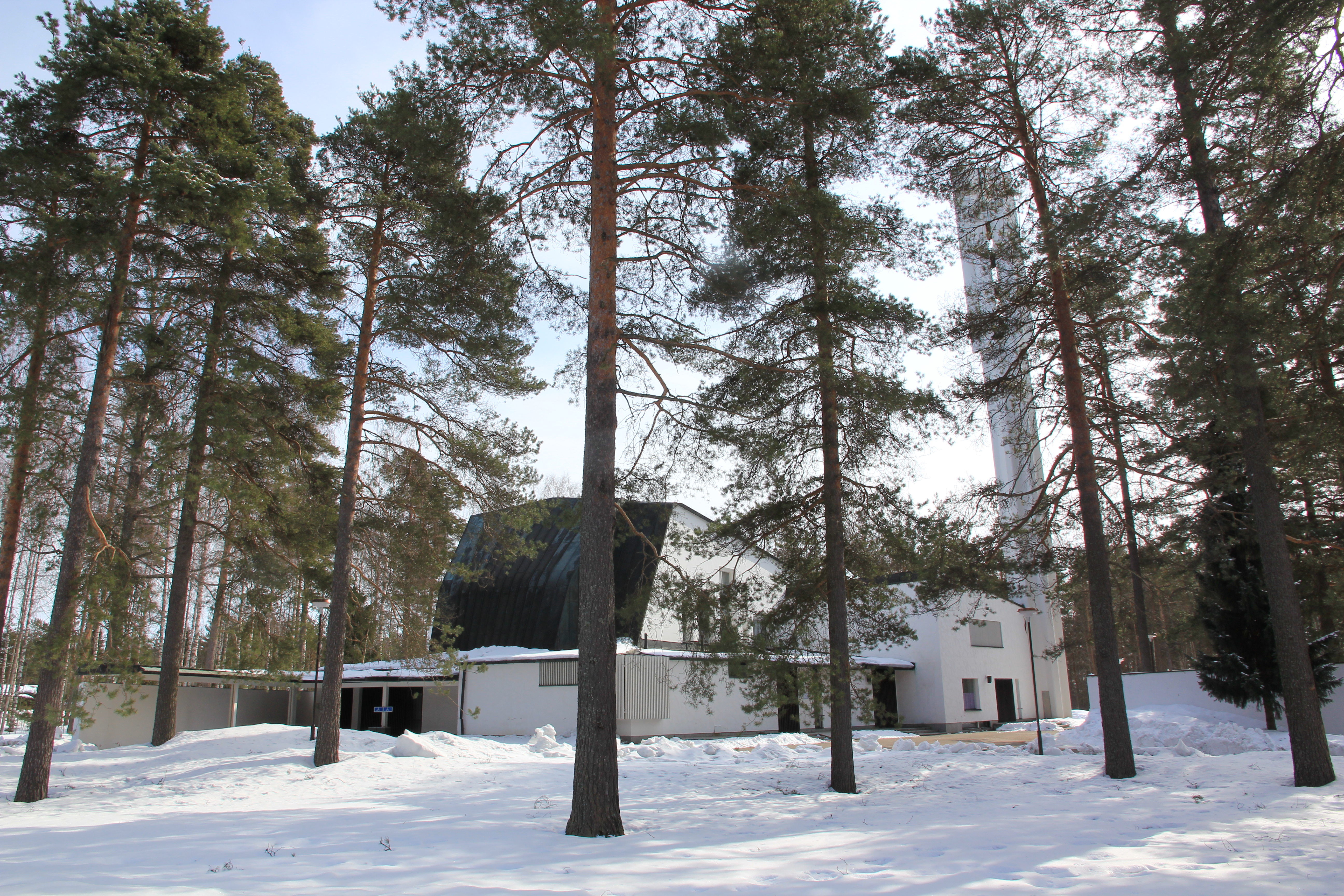
Вигляд церкви взимку
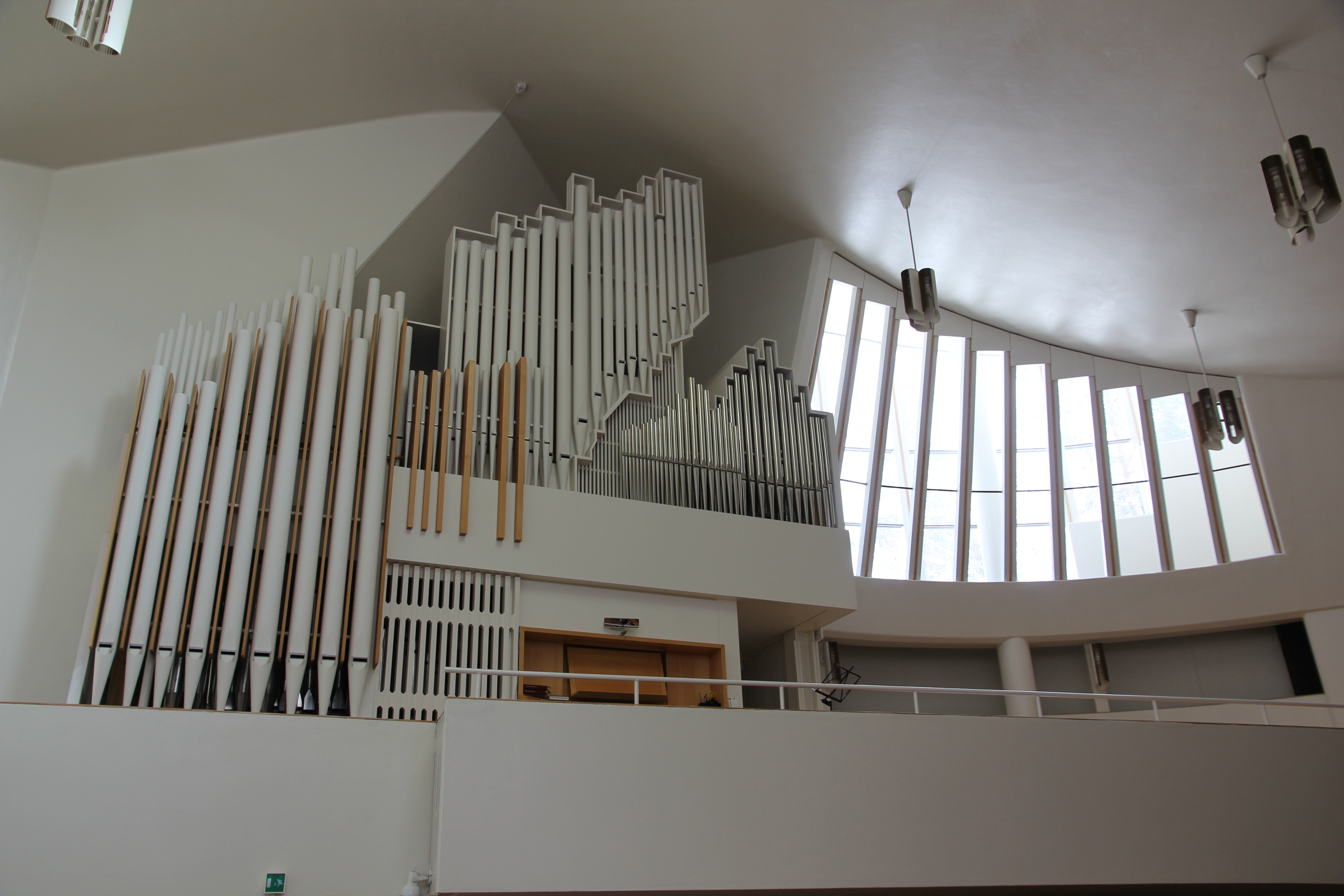
Церковний орган
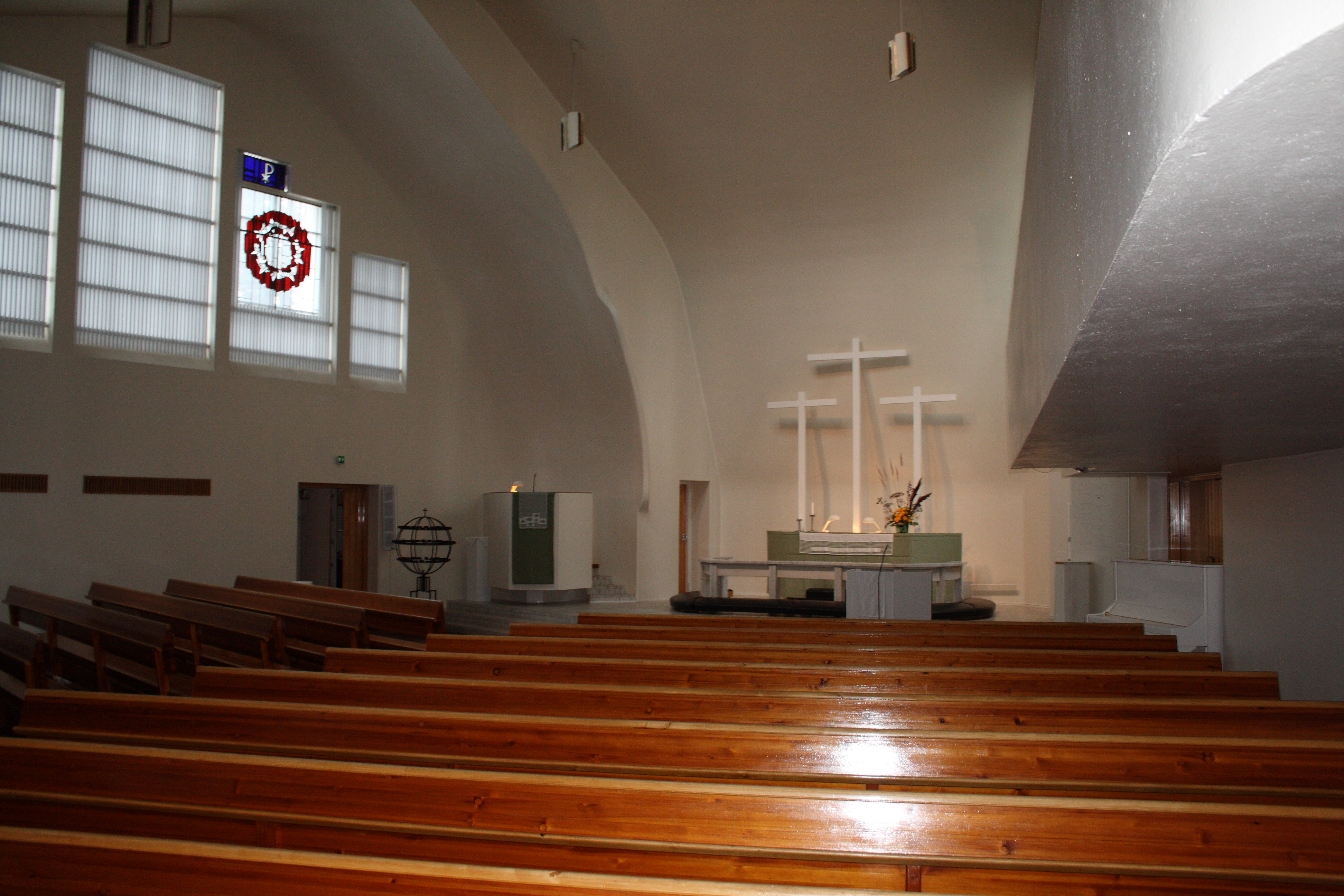
Інтер'єр церкви